# Center for Applied Rationality
Le Centre pour la rationalité appliquée (en anglais : Center for Applied Rationality abrégé en CFAR) est une organisation à but non lucratif basée à Berkeley, en Californie, qui organise des ateliers sur la rationalité et les biais cognitifs. Il a été fondé en 2012 par Julia Galef, Anna Salamon, Michael Smith et Andrew Critch, pour améliorer la rationalité des participants en utilisant « un ensemble de techniques issues des mathématiques et de la théorie de la décision pour former des convictions sur le monde aussi précisément que possible ». Sa présidente depuis 2016 est Anna Salamon.  
La formation du CFAR s’appuie sur des domaines tels que la psychologie et l'économie comportementale, dans le but d’améliorer nos méthodes de réflexion. Jennifer Kahn a décrit ses forces et ses faiblesses dans le New York Times. Le CFAR a mené une enquête auprès des participants qui indique que les ateliers réduisent le neuroticisme et améliore la perception de son efficacité personnelle. 
Le CFAR fait partie d'un mouvement rationaliste gravitant  autour du site LessWrong d'Eliezer Yudkowsky, aussi à l’origine du centre,. Paul Slovic et Keith Stanovich en furent  conseillers. 
Une bourse financée par Jaan Tallinn, fondateur de Skype, fut utilisée pour envoyer une sélection d'étudiants estoniens à des ateliers organisés par le centre. 